# Mala Kunia
Mala Kunia es el sexagésimo sexto álbum de estudio del grupo alemán de música electrónica Tangerine Dream. Publicado en diciembre de 2014 por el sello Eastgate destaca por iniciar una nueva etapa en la discografía del grupo denominada «The Quantum Years». Es el último álbum de estudio grabado en vida de Edgar Froese, fundador del grupo, quien falleciera súbitamente en enero de 2015.
Sylvain Lupari, en su reseña del blog Synth & Sequeces, lo califica como "un álbum que es demasiado lineal, no tiene explosión de ritmos ni de emociones, excepto la canción de Quaeschning. Escuchado individualmente, y reproducido canción por canción, la música suena muy bien.(...) Pero sí, opino que a partir de aquí se esperan grandes cosas."

## Producción
Grabado en 2014 en los estudios Eastgate de Viena el álbum está interpretado por la nueva formación de Tangerine Dream integrada por Froese (hasta su fallecimiento en enero de 2015), Hoshiko Yamane, Thorsten Quaeschning y Ulrich Schauss. Se trata de la octava referencia de los denominados por el grupo «cupdisc», álbumes caracterizados por una duración similar a un EP, aunque en esta ocasión es de 52 minutos. 
Formado por siete canciones el álbum se publicó para su presentación en la gira de conciertos celebrados en Australia a finales de 2014. El nombre, Mala Kunia, hace referencia a dos tribus aborígenes australianas. Según la mitología aborigen ambos pueblos habitaban cerca de la montaña Uluru: la tribu Mala en el lado soleado de la montaña y la tribu Kunia en el lado oscuro.

## Lista de temas
| N.º   | Título                         | Escritor(es)                 | Duración |  |
| 1.    | «Shadow And Sun»               | Edgar Froese Ulrich Schnauss | 7:54     |  |
| 2.    | «Madagaskunia»                 | Edgar Froese                 | 6:51     |  |
| 3.    | «Madagasmala»                  | Edgar Froese Ulrich Schnauss | 7:04     |  |
| 4.    | «Beyond Uluru»                 | Edgar Froese                 | 7:49     |  |
| 5.    | «Vision Of The Blue Birds»     | Edgar Froese                 | 8:39     |  |
| 6.    | «Snake Men's Dance At Dawn»    | Edgar Froese                 | 5:51     |  |
| 7.    | «Power Of The Rainbow Serpent» | Thorsten Quaeschning         | 8:03     |  |
| 52:11 |                                |                              |          |  |

## Personal
- Edgar Froese - sintetizadores, guitarras y producción
- Thorsten Quaeschning - sintetizadores
- Ulrich Schnauss - sintetizadores
- Hoshiko Yamane - violín eléctrico
- Harald Pairits - masterización
- Bianca F. Acquaye - diseño